# 富田茶臼山古墳
富田茶臼山古墳（とみだちゃうすやまこふん/とみたちゃうすやまこふん）は、香川県さぬき市大川町富田中（とみだなか）にある古墳。形状は前方後円墳。国の史跡に指定されている。
四国地方では最大規模の古墳で、5世紀前半（古墳時代中期前半）頃の築造と推定される。

## 概要

墳丘上から望む長尾平野

香川県東部、長尾平野東縁の低丘陵縁部に築造された大型前方後円墳である。地元では墳丘上の埴輪に由来して「千壺山」とも称される。現在は墳頂に妙見神社が、後円部東側に弥勒菩薩が祀られている。墳丘北側の一部は県道10号線の建設のため削られているほか、墳丘の一部では開墾・住宅建設による改変を受けているが、その他の部分では概ね良好に遺存する。これまでに1989年度（平成元年度）に古墳域の、1993-1996年度（平成5-8年度）に周辺域の発掘調査が実施されている。
墳形は前方後円形で、前方部を西方に向ける。墳丘は3段築成。墳丘長は139メートルを測るが、これは四国地方で最大規模になり、第2位の規模の渋野丸山古墳（徳島県徳島市、105メートル）に比べても大きく傑出する。墳丘外表では埴輪（円筒埴輪・朝顔形埴輪・蓋形埴輪・家形埴輪、推計3,000本）のほか、葺石（2段目・3段目のみ）が検出されている。墳丘周囲には盾形の周濠が巡らされているほか、南側・北側には周庭帯も有し、周濠を含めた古墳の全長は163メートルにも及ぶ。埋葬施設は不明であるが、明治期に後円部墳頂で土俵を設置しようとした際に石室の天井石が掘り当てられたと伝えられ、竪穴式石室の存在が推測される。なお、前方部側では陪塚として方墳3基も認められている。
この富田茶臼山古墳は、古墳時代中期前半の5世紀前半頃（一説に5世紀初頭頃）の築造と推定される。讃岐地方の古墳の主丘（円部）の大きさは、古墳時代前期中頃までで直径30-40メートル程度（高松茶臼山古墳・猫塚古墳）であったが、前期後半の快天山古墳（丸亀市）で直径60メートル程度、中期前半の本古墳で直径90メートル程度と大きく飛躍する。同時に、本古墳に至ると前期古墳の地域色も薄れて畿内色を強めており、ヤマト王権から支援を受けた一方で王権への系列化が進んだ様相を示す。東讃地域に限ると、古墳時代前期には津田湾周辺における津田古墳群の営造が知られるが、それら古墳群の消滅と呼応して富田茶臼山古墳が出現しており、ヤマト王権と強く結び付いた富田茶臼山古墳の被葬者が東讃地域を基盤として強い勢力を有したことを示唆する。合わせて、当地は古墳の北側に古代南海道が推定される交通上の要衝になることから、沿岸部の海路（津田湾）から内陸部の陸路（南海道）への意識の移行を見る説も挙げられる。
古墳域は1993年（平成5年）に国の史跡に指定されている。

## 遺跡歴
- 延享2年（1745年）の『三代物語』に、「茶臼山」として日本武尊の墓に比定する説の記載[3][7]。
- 文政11年（1828年）の『全讃史』に、「仁徳帝陵」や「茶臼山」として[3][7]、「茶臼山城」として記載[3]。
- 明治期、後円部墳頂での土俵設置の際に石室天井石を確認[3][7]。
- 1989年度（平成元年度）、発掘調査（旧大川町教育委員会）[8]。
- 1993年（平成5年）
  - 7月26日、国の史跡に指定[2]。
  - 12月18日、県営圃場整備事業に伴う試掘調査（旧大川町教育委員会）[9]。
- 1994年度・1996年度（平成6年度・8年度）、個人住宅建設に先立つ発掘調査（旧大川町教育委員会）[9]。

## 墳丘

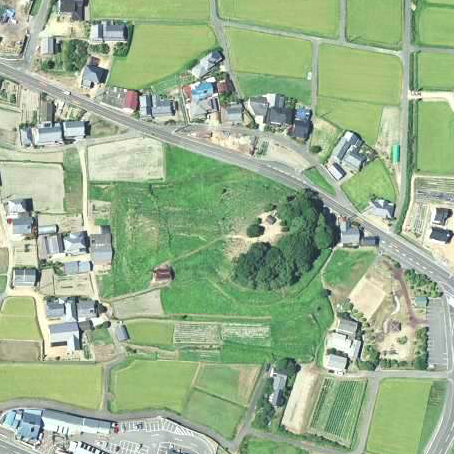
富田茶臼山古墳の空中写真。。

墳丘の規模は次の通り。
- 古墳総長：163メートル - 周濠を含めた全長。
- 墳丘長：139メートル
- 後円部 - 3段築成。
  - 直径：90メートル
  - 高さ：15メートル
- 前方部 - 3段築成。
  - 長さ：49メートル
  - 幅：77メートル
  - 高さ：12.5メートル
- くびれ部
  - 幅：56メートル

造出の存在は知られていないが、墳丘くびれ部北側に存在を推測する説がある。
墳丘周囲に巡らされている周濠は、前方部側で幅を狭める盾形の濠（水濠か）で、後円部東側で幅13メートル、その他の部分では同一の幅約20メートルを測る。周濠の外側では、一部に幅15メートルを測る周庭帯が認められる。

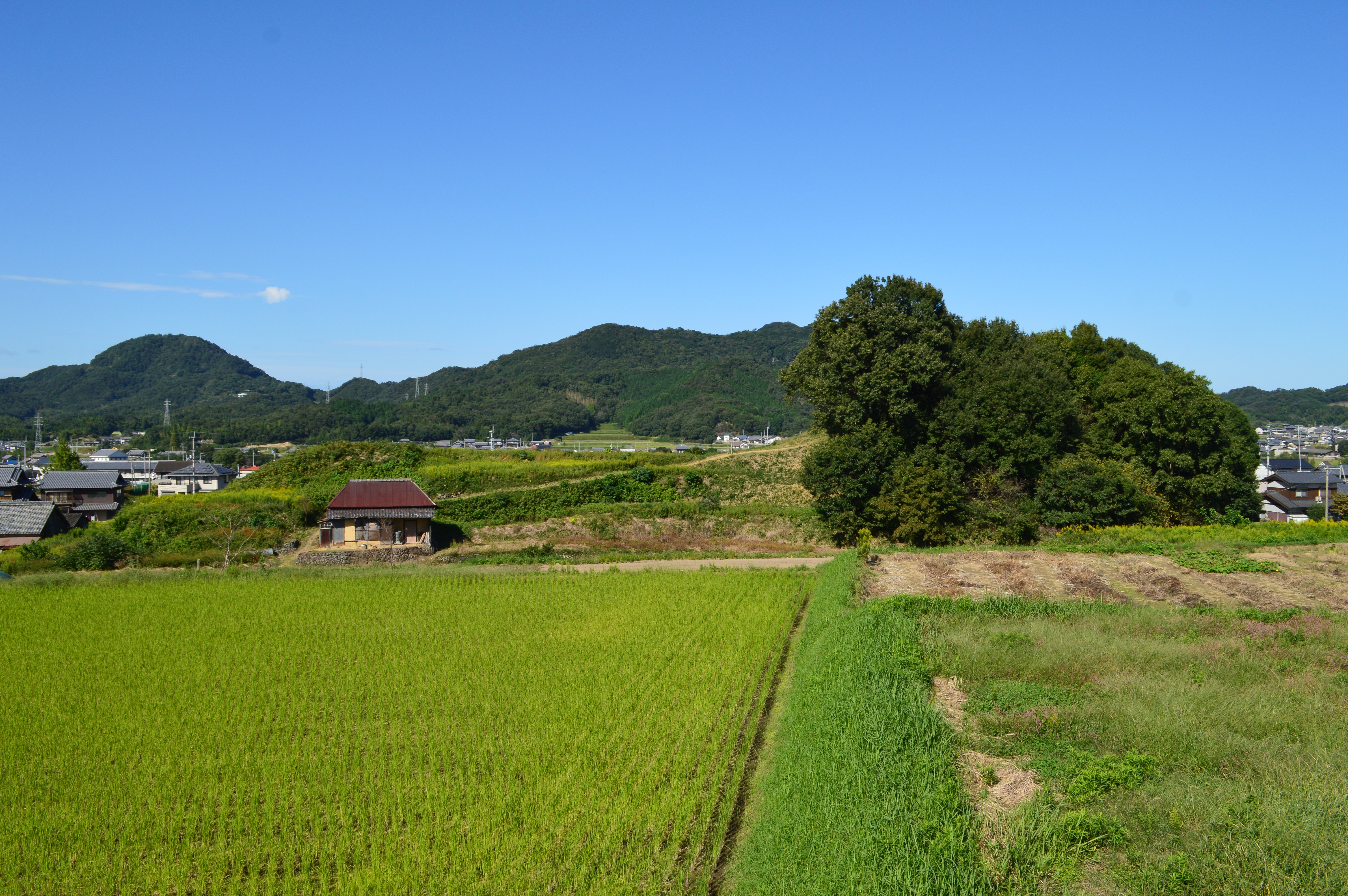
墳丘全景（南方より）
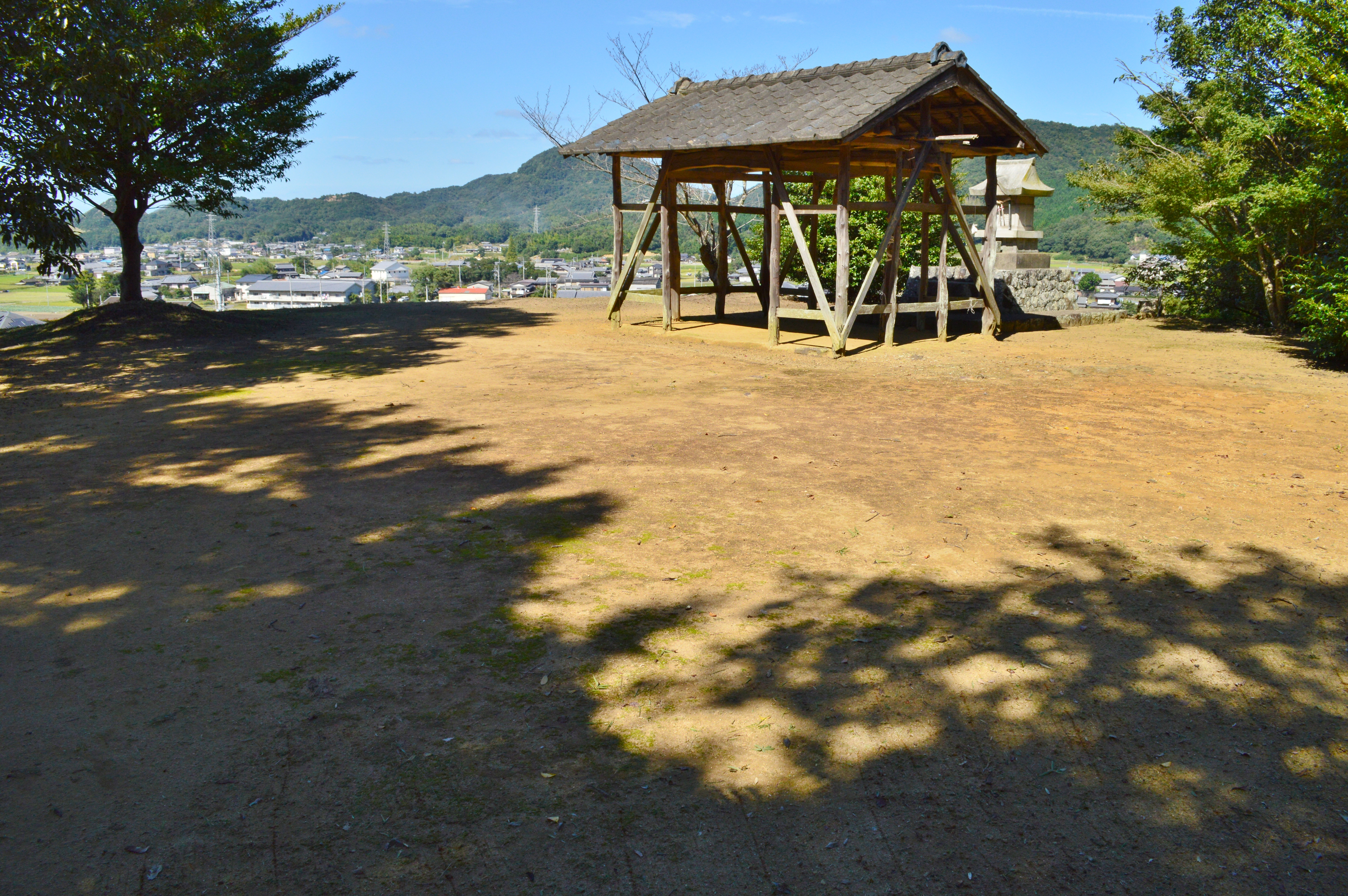
後円部墳頂
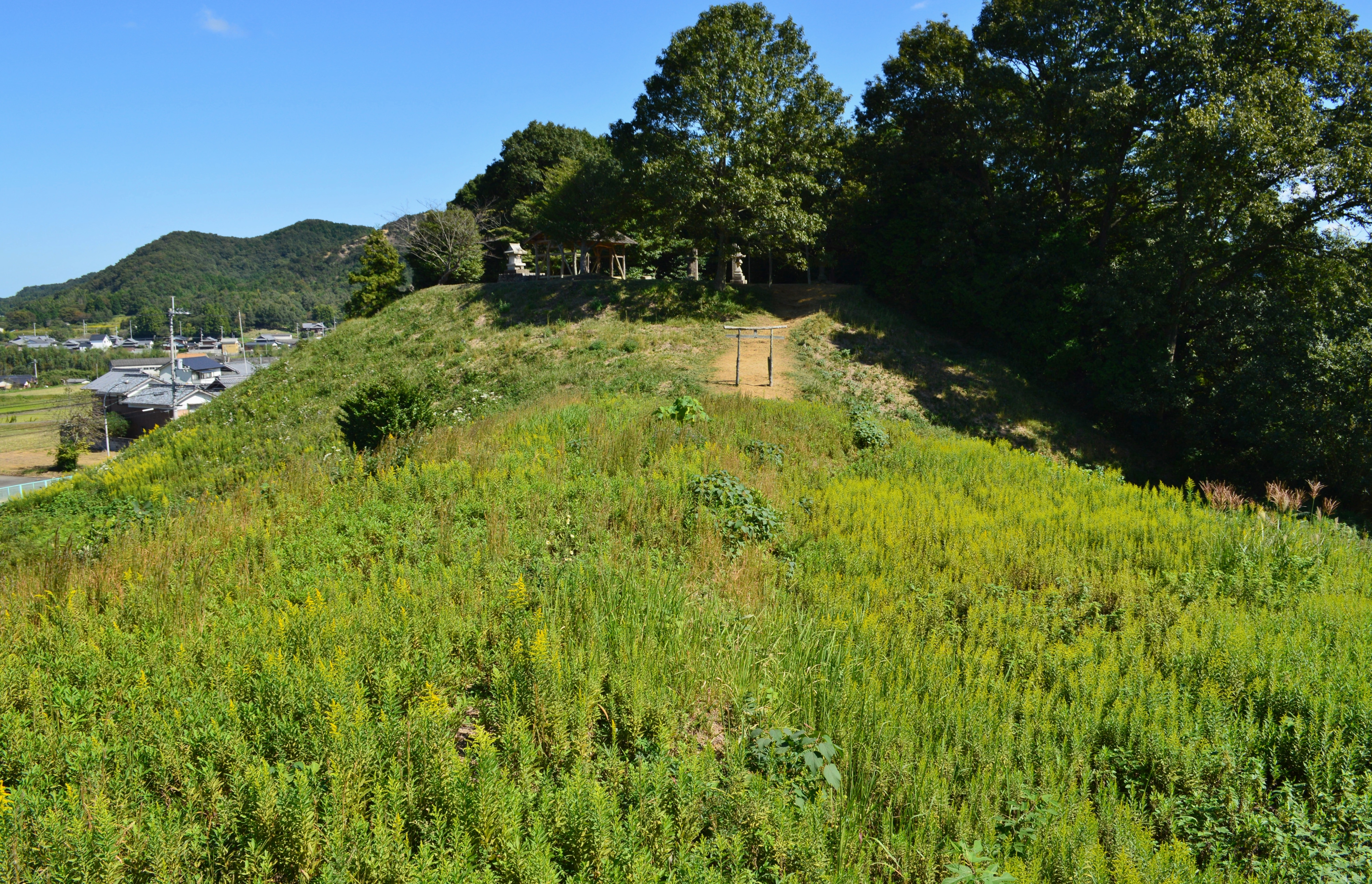
前方部から後円部を望む
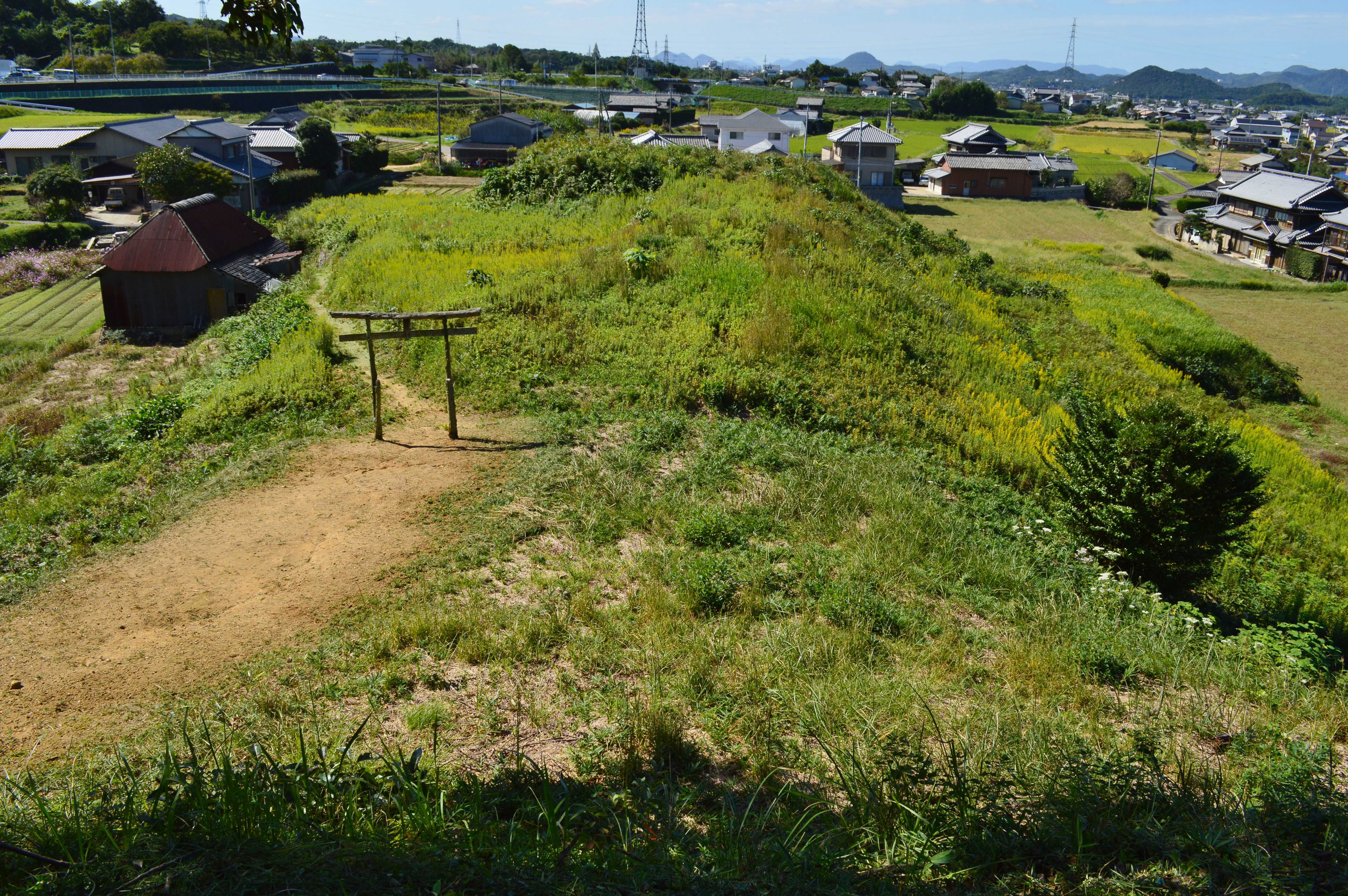
後円部から前方部を望む
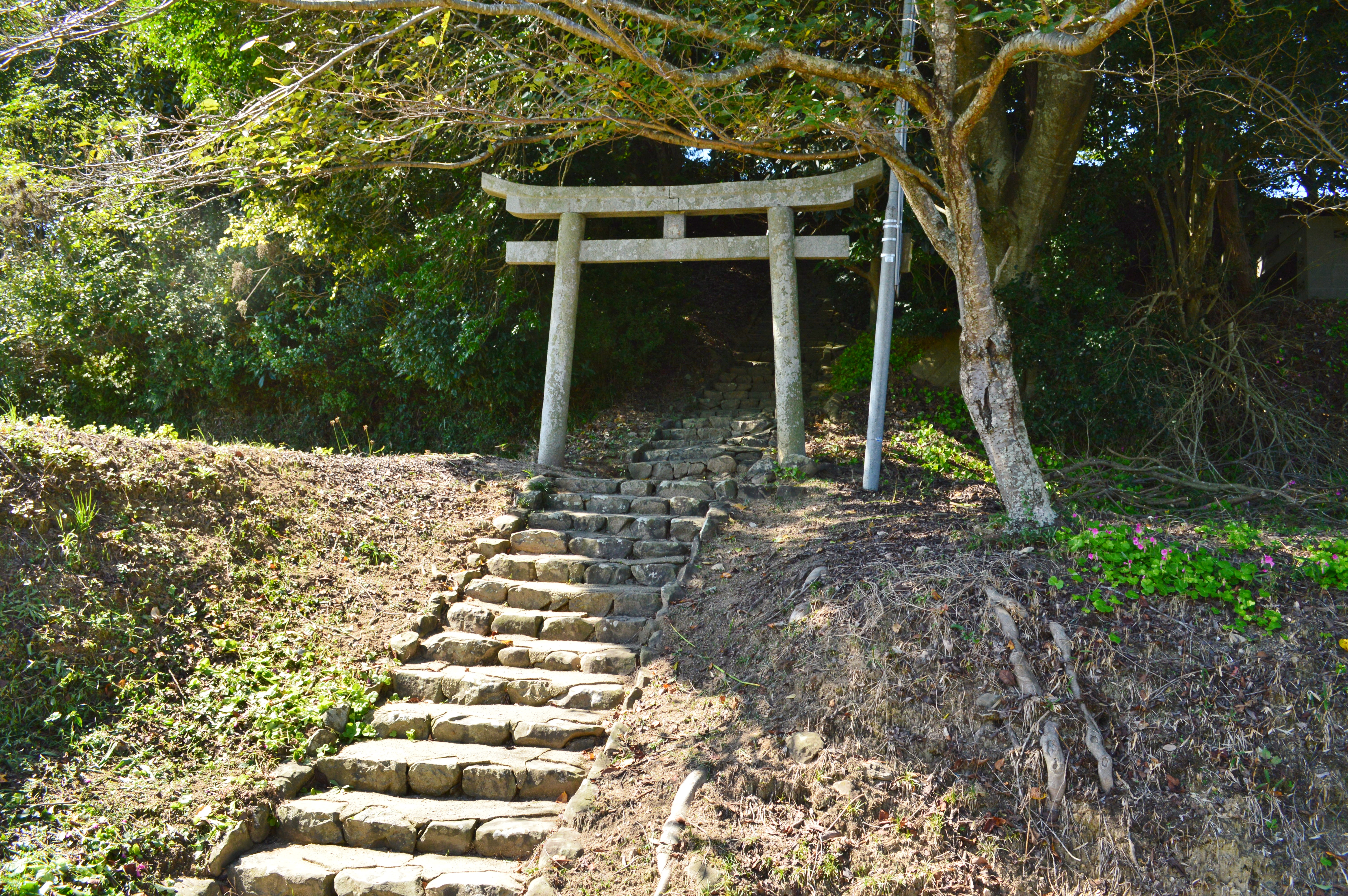
後円部登り口
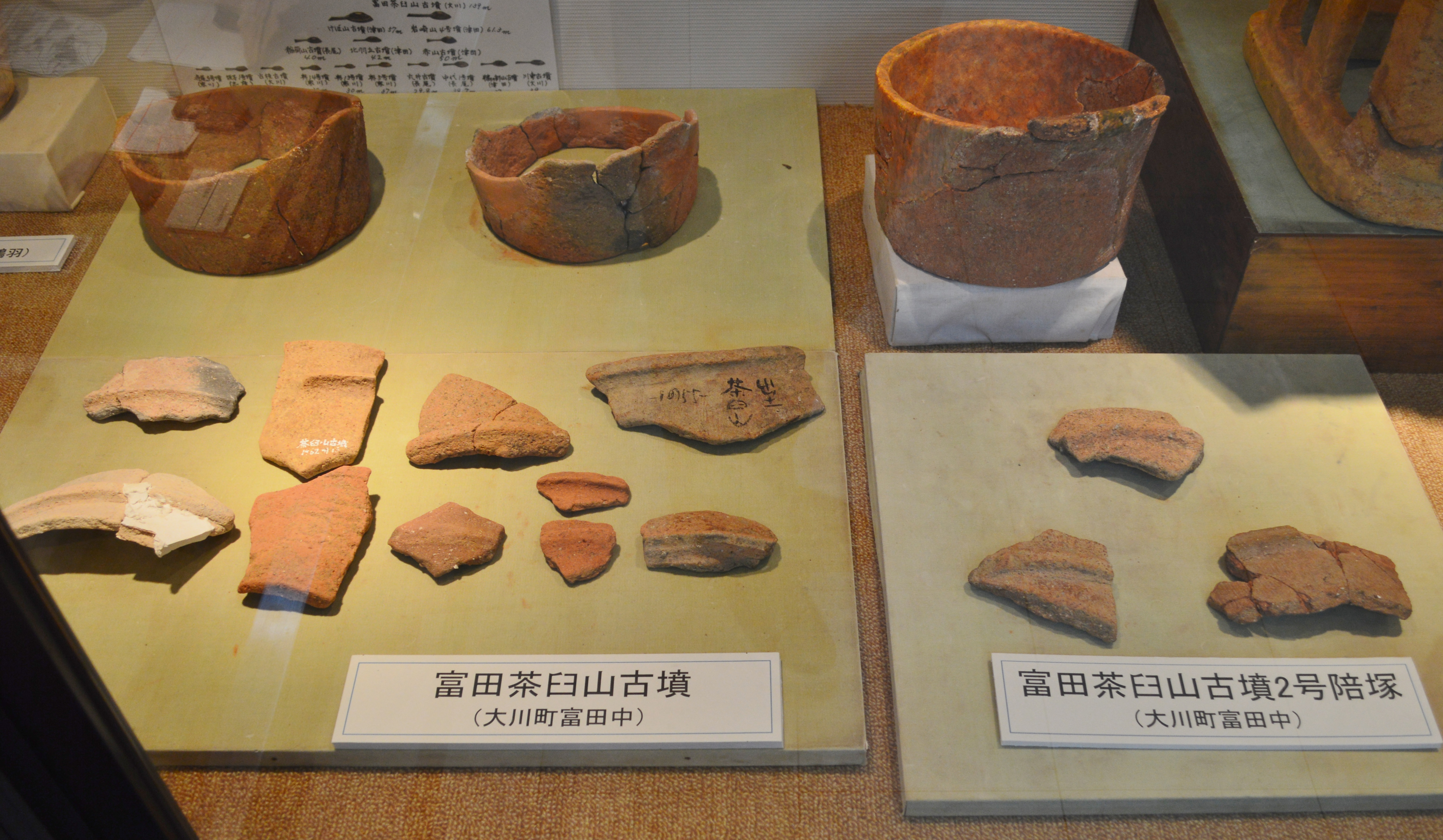
出土埴輪 さぬき市歴史民俗資料館展示。

## 陪塚
富田茶臼山古墳の陪塚（陪冢）としては、次の方墳3基が知られる。いずれも後世に削平を受けて現在は地面にほぼ表出しないが、1993-1996年度（平成5-8年度）の発掘調査で確認された。
- 1号陪塚（北緯34度15分37.11秒 東経134度14分32.76秒 / 北緯34.2603083度 東経134.2424333度）
長方形で、長辺16メートル×短辺14メートル。葺石・円筒埴輪が検出されている[4]。
- 2号陪塚（北緯34度15分34.41秒 東経134度14分33.65秒 / 北緯34.2595583度 東経134.2426806度）
長方形で、長辺24メートル×短辺20メートル。墳丘は2段築成。葺石・円筒埴輪が検出されている[4]。
- 3号陪塚（北緯34度15分33.18秒 東経134度14分34.37秒 / 北緯34.2592167度 東経134.2428806度）
方形（推定）で、一辺20-24メートル。円筒埴輪が検出されている。葺石は不明[4]。

これら古墳3基の築造企画には富田茶臼山古墳本体の築造企画との一致が見られ、富田茶臼山古墳の築造当初からの計画的配置が推測される。

## 文化財

### 国の史跡
- 富田茶臼山古墳 - 平成5年7月26日指定[2]。

### 関連文化財

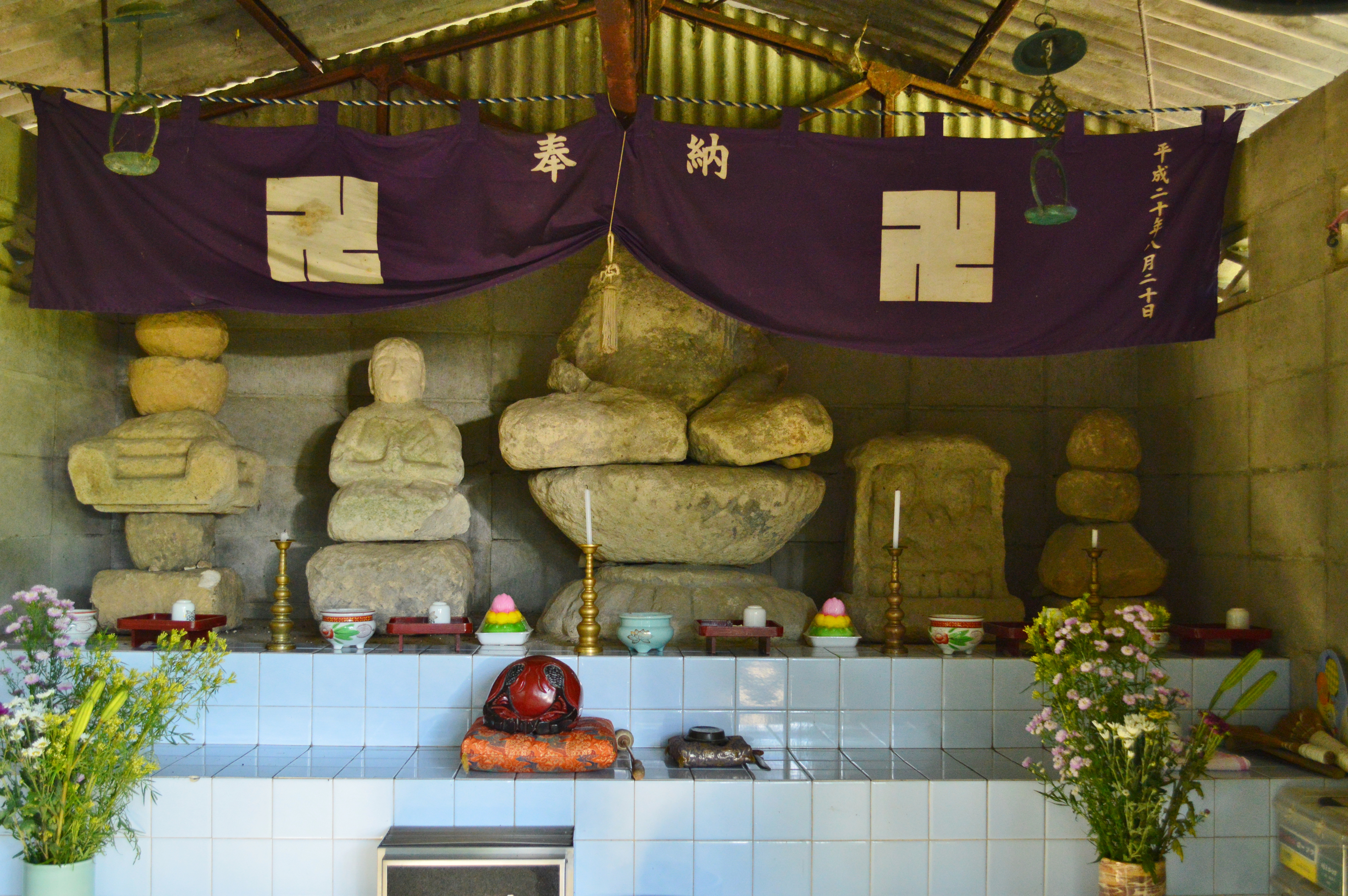
西岡の弥勒菩薩
（さぬき市指定文化財）

- 西岡の弥勒菩薩
さぬき市指定有形文化財（彫刻）。富田茶臼山古墳の後円部東側に祀られる弥勒菩薩の石仏。鎌倉時代後期から南北朝時代の間の作と推定される。かつて古墳そばの池から出土し、のち現在地に移し祀られたという。昭和47年8月22日指定[10][11]。

### その他
- 新さぬき百景「茶臼山とみろく遊園地」

## 現地情報
所在地
- 香川県さぬき市大川町富田中3402-3他（字石仏）

交通アクセス
- バス：大川バス（引田線）で「みろく公園前」バス停下車 （下車後徒歩すぐ）

関連施設
- さぬき市歴史民俗資料館（さぬき市大川町富田中） - 富田茶臼山古墳の出土埴輪等を展示。